# 張春賢
張 春賢（ちょう しゅんけん、1953年 - ）は、中華人民共和国の政治家。第18期中国共産党中央政治局委員。過去に、党新疆ウイグル自治区委員会書記、新疆生産建設兵団第一政治委員（2010年 - 2016年）を務めた。

## 略歴
- 1960年に中国人民解放軍に入隊。4年間軍に所属したのち、故郷の河南省で農業に従事。文化大革命が終了した1976年に東北重型機械学院入学。卒業後は第三機械工業部に配属され、設計院党委書記など歴任

- 1991年 - 優秀な若手幹部から選抜されて監察部に移って駐機電部監察局副局長、後に中国包装和食品機械総公司総経理などを務めた

- 1995年8月 - 雲南省長助理（次官補）として軍工、機械、電子工業などを担当

- 1997年 - 中華人民共和国交通運輸部副部長、党組成員。

- 2002年 - 交通運輸部部長、党組書記に昇格。当時最年少の部長（49歳）だった

- 2005年12月 - 中国共産党湖南省委員会書記に転出

- 2010年4月 - 「新疆王」とまで呼ばれた[1]王楽泉の後継として新疆ウイグル自治区党委員会書記に就任し、「最も開放的な書記」と呼ばれている[1]。また5月には新疆生産建設兵団第一政治委員に就任した。新疆生産建設兵団は自身の領土を持ち企業を運営するなど、新疆ウイグル自治区を本拠地とする中国最大の屯田兵で、そのトップを任せたことで胡錦濤の信頼が厚いことが分かる。

- 2012年11月 - 党中央政治局委員。

- 2016年8月29日 - 党新疆ウイグル自治区委員会書記、新疆生産建設兵団第一政治委員を退任した[2]。

- 2018年3月 - 全人代常務委員会副委員長に選ばれた。

- 第16期、第17期、第18期、第19期中央委員。

## 家庭
- 2005年に中国中央電視台《新聞聯播》のアナウンサーである、李修平と結婚した。
- 2011年に開かれた全人代で記者に、自分には離婚歴があり、前妻との間に大学院生の娘がいることを明かした。
- 2013年、李修平が甘粛省西北師範大学兼職教授に招聘された[3]。